# Danh sách tiểu hành tinh: 13201–13300
| Tên                 | Tên đầu tiên | Ngày phát hiện      | Nơi phát hiện                      | Người phát hiện                                  |
| ------------------- | ------------ | ------------------- | ---------------------------------- | ------------------------------------------------ |
| 13201 -             | 1997 EF41    | 10 tháng 3 năm 1997 | Socorro                            | LINEAR                                           |
| 13202 -             | 1997 FT3     | 31 tháng 3 năm 1997 | Socorro                            | LINEAR                                           |
| 13203 -             | 1997 FC5     | 31 tháng 3 năm 1997 | Socorro                            | LINEAR                                           |
| 13204 -             | 1997 GR12    | 3 tháng 4 năm 1997  | Socorro                            | LINEAR                                           |
| 13205 -             | 1997 GB19    | 3 tháng 4 năm 1997  | Socorro                            | LINEAR                                           |
| 13206 -             | 1997 GC22    | 6 tháng 4 năm 1997  | Socorro                            | LINEAR                                           |
| 13207 Tamagawa      | 1997 GZ25    | 10 tháng 4 năm 1997 | Kuma Kogen                         | A. Nakamura                                      |
| 13208 Fraschetti    | 1997 GA38    | 5 tháng 4 năm 1997  | Haleakala                          | NEAT                                             |
| 13209 Arnhem        | 1997 GQ41    | 9 tháng 4 năm 1997  | La Silla                           | E. W. Elst                                       |
| 13210 -             | 1997 HP8     | 30 tháng 4 năm 1997 | Socorro                            | LINEAR                                           |
| 13211 Stucky        | 1997 JH6     | 3 tháng 5 năm 1997  | Kitt Peak                          | Spacewatch                                       |
| 13212 Jayleno       | 1997 JL13    | 3 tháng 5 năm 1997  | La Silla                           | E. W. Elst                                       |
| 13213 Maclaurin     | 1997 JB15    | 3 tháng 5 năm 1997  | La Silla                           | E. W. Elst                                       |
| 13214 Chirikov      | 1997 JJ16    | 3 tháng 5 năm 1997  | La Silla                           | E. W. Elst                                       |
| 13215 -             | 1997 JT16    | 3 tháng 5 năm 1997  | Xinglong                           | Chương trình tiểu hành tinh Bắc Kinh Schmidt CCD |
| 13216 -             | 1997 LH4     | 9 tháng 6 năm 1997  | Lake Clear                         | K. A. Williams                                   |
| 13217 Alpbach       | 1997 ML2     | 30 tháng 6 năm 1997 | Caussols                           | ODAS                                             |
| 13218 -             | 1997 MC3     | 28 tháng 6 năm 1997 | Socorro                            | LINEAR                                           |
| 13219 Cailletet     | 1997 MB9     | 30 tháng 6 năm 1997 | Kitt Peak                          | Spacewatch                                       |
| 13220 Kashiwagura   | 1997 NG3     | 1 tháng 7 năm 1997  | Nanyo                              | T. Okuni                                         |
| 13221 Nao           | 1997 OY      | 24 tháng 7 năm 1997 | Kuma Kogen                         | A. Nakamura                                      |
| 13222 Ichikawakazuo | 1997 OV2     | 27 tháng 7 năm 1997 | Nanyo                              | T. Okuni                                         |
| 13223 Cenaceneri    | 1997 PQ4     | 13 tháng 8 năm 1997 | San Marcello                       | L. Tesi                                          |
| 13224 Takamatsuda   | 1997 PL5     | 10 tháng 8 năm 1997 | Nanyo                              | T. Okuni                                         |
| 13225 Manfredi      | 1997 QU1     | 29 tháng 8 năm 1997 | Bologna                            | Osservatorio San Vittore                         |
| 13226 Soulié        | 1997 SH      | 20 tháng 9 năm 1997 | Ondřejov                           | L. Šarounová                                     |
| 13227 Poor          | 1997 SR8     | 27 tháng 9 năm 1997 | Kitt Peak                          | Spacewatch                                       |
| 13228 -             | 1997 SJ25    | 29 tháng 9 năm 1997 | Nachi-Katsuura                     | Y. Shimizu, T. Urata                             |
| 13229 Echion        | 1997 VB1     | 2 tháng 11 năm 1997 | Kleť                               | J. Tichá, M. Tichý                               |
| 13230 -             | 1997 VG1     | 1 tháng 11 năm 1997 | Oohira                             | T. Urata                                         |
| 13231 Blondelet     | 1998 BL14    | 17 tháng 1 năm 1998 | Caussols                           | ODAS                                             |
| 13232 -             | 1998 FM54    | 20 tháng 3 năm 1998 | Socorro                            | LINEAR                                           |
| 13233 -             | 1998 FC66    | 20 tháng 3 năm 1998 | Socorro                            | LINEAR                                           |
| 13234 Natashaowen   | 1998 FC74    | 22 tháng 3 năm 1998 | Anderson Mesa                      | LONEOS                                           |
| 13235 Isiguroyuki   | 1998 HT42    | 30 tháng 4 năm 1998 | Nanyo                              | T. Okuni                                         |
| 13236 -             | 1998 HF96    | 21 tháng 4 năm 1998 | Socorro                            | LINEAR                                           |
| 13237 -             | 1998 HC98    | 21 tháng 4 năm 1998 | Socorro                            | LINEAR                                           |
| 13238 -             | 1998 HU149   | 25 tháng 4 năm 1998 | La Silla                           | E. W. Elst                                       |
| 13239 Kana          | 1998 KN      | 21 tháng 5 năm 1998 | Kuma Kogen                         | A. Nakamura                                      |
| 13240 Thouvay       | 1998 KJ1     | 18 tháng 5 năm 1998 | Anderson Mesa                      | LONEOS                                           |
| 13241 Biyo          | 1998 KM41    | 22 tháng 5 năm 1998 | Socorro                            | LINEAR                                           |
| 13242 -             | 1998 KR44    | 22 tháng 5 năm 1998 | Socorro                            | LINEAR                                           |
| 13243 -             | 1998 KZ47    | 22 tháng 5 năm 1998 | Socorro                            | LINEAR                                           |
| 13244 Dannymeyer    | 1998 MJ14    | 26 tháng 6 năm 1998 | Catalina                           | CSS                                              |
| 13245 -             | 1998 MM19    | 23 tháng 6 năm 1998 | Socorro                            | LINEAR                                           |
| 13246 -             | 1998 MJ33    | 24 tháng 6 năm 1998 | Socorro                            | LINEAR                                           |
| 13247 -             | 1998 MW34    | 24 tháng 6 năm 1998 | Socorro                            | LINEAR                                           |
| 13248 Fornasier     | 1998 MT37    | 24 tháng 6 năm 1998 | Anderson Mesa                      | LONEOS                                           |
| 13249 Marcallen     | 1998 MD38    | 18 tháng 6 năm 1998 | Anderson Mesa                      | LONEOS                                           |
| 13250 Danieladucato | 1998 OJ      | 19 tháng 7 năm 1998 | San Marcello                       | A. Boattini, L. Tesi                             |
| 13251 Viot          | 1998 OP      | 20 tháng 7 năm 1998 | Caussols                           | ODAS                                             |
| 13252 -             | 1998 ON1     | 18 tháng 7 năm 1998 | Đài thiên văn Bergisch Gladbach    | W. Bickel                                        |
| 13253 Stejneger     | 1998 OM13    | 26 tháng 7 năm 1998 | La Silla                           | E. W. Elst                                       |
| 13254 Kekulé        | 1998 OY13    | 26 tháng 7 năm 1998 | La Silla                           | E. W. Elst                                       |
| 13255 -             | 1998 OH14    | 26 tháng 7 năm 1998 | La Silla                           | E. W. Elst                                       |
| 13256 -             | 1998 OZ14    | 26 tháng 7 năm 1998 | La Silla                           | E. W. Elst                                       |
| 13257 -             | 1998 QT8     | 17 tháng 8 năm 1998 | Socorro                            | LINEAR                                           |
| 13258 Bej           | 1998 QT12    | 17 tháng 8 năm 1998 | Socorro                            | LINEAR                                           |
| 13259 Bhat          | 1998 QA15    | 17 tháng 8 năm 1998 | Socorro                            | LINEAR                                           |
| 13260 Sabadell      | 1998 QZ15    | 23 tháng 8 năm 1998 | Montjoia                           | F. Casarramona, A. Vidal                         |
| 13261 -             | 1998 QM16    | 17 tháng 8 năm 1998 | Socorro                            | LINEAR                                           |
| 13262 -             | 1998 QF17    | 17 tháng 8 năm 1998 | Socorro                            | LINEAR                                           |
| 13263 -             | 1998 QV22    | 17 tháng 8 năm 1998 | Socorro                            | LINEAR                                           |
| 13264 -             | 1998 QD23    | 17 tháng 8 năm 1998 | Socorro                            | LINEAR                                           |
| 13265 Terbunkley    | 1998 QP23    | 17 tháng 8 năm 1998 | Socorro                            | LINEAR                                           |
| 13266 -             | 1998 QY30    | 17 tháng 8 năm 1998 | Socorro                            | LINEAR                                           |
| 13267 -             | 1998 QV32    | 17 tháng 8 năm 1998 | Socorro                            | LINEAR                                           |
| 13268 Trevorcorbin  | 1998 QS34    | 17 tháng 8 năm 1998 | Socorro                            | LINEAR                                           |
| 13269 Dahlstrom     | 1998 QV34    | 17 tháng 8 năm 1998 | Socorro                            | LINEAR                                           |
| 13270 -             | 1998 QX35    | 17 tháng 8 năm 1998 | Socorro                            | LINEAR                                           |
| 13271 -             | 1998 QZ35    | 17 tháng 8 năm 1998 | Socorro                            | LINEAR                                           |
| 13272 Ericadavid    | 1998 QH37    | 17 tháng 8 năm 1998 | Socorro                            | LINEAR                                           |
| 13273 -             | 1998 QW37    | 17 tháng 8 năm 1998 | Socorro                            | LINEAR                                           |
| 13274 Roygross      | 1998 QX37    | 17 tháng 8 năm 1998 | Socorro                            | LINEAR                                           |
| 13275 -             | 1998 QT39    | 17 tháng 8 năm 1998 | Socorro                            | LINEAR                                           |
| 13276 -             | 1998 QP40    | 17 tháng 8 năm 1998 | Socorro                            | LINEAR                                           |
| 13277 -             | 1998 QV40    | 17 tháng 8 năm 1998 | Socorro                            | LINEAR                                           |
| 13278 Grotecloss    | 1998 QK42    | 17 tháng 8 năm 1998 | Socorro                            | LINEAR                                           |
| 13279 Gutman        | 1998 QN43    | 17 tháng 8 năm 1998 | Socorro                            | LINEAR                                           |
| 13280 Christihaas   | 1998 QM44    | 17 tháng 8 năm 1998 | Socorro                            | LINEAR                                           |
| 13281 Aliciahall    | 1998 QW45    | 17 tháng 8 năm 1998 | Socorro                            | LINEAR                                           |
| 13282 -             | 1998 QQ49    | 17 tháng 8 năm 1998 | Socorro                            | LINEAR                                           |
| 13283 Dahart        | 1998 QF51    | 17 tháng 8 năm 1998 | Socorro                            | LINEAR                                           |
| 13284 -             | 1998 QB52    | 17 tháng 8 năm 1998 | Socorro                            | LINEAR                                           |
| 13285 Stephicks     | 1998 QK52    | 17 tháng 8 năm 1998 | Socorro                            | LINEAR                                           |
| 13286 Adamchauvin   | 1998 QK53    | 20 tháng 8 năm 1998 | Anderson Mesa                      | LONEOS                                           |
| 13287 -             | 1998 QW53    | 29 tháng 8 năm 1998 | Đài thiên văn Zvjezdarnica Višnjan | Đài thiên văn Zvjezdarnica Višnjan               |
| 13288 -             | 1998 QV67    | 24 tháng 8 năm 1998 | Socorro                            | LINEAR                                           |
| 13289 -             | 1998 QK75    | 24 tháng 8 năm 1998 | Socorro                            | LINEAR                                           |
| 13290 -             | 1998 QN75    | 24 tháng 8 năm 1998 | Socorro                            | LINEAR                                           |
| 13291 -             | 1998 QH77    | 24 tháng 8 năm 1998 | Socorro                            | LINEAR                                           |
| 13292 -             | 1998 QT90    | 28 tháng 8 năm 1998 | Socorro                            | LINEAR                                           |
| 13293 Mechelen      | 1998 QO104   | 26 tháng 8 năm 1998 | La Silla                           | E. W. Elst                                       |
| 13294 -             | 1998 QO105   | 25 tháng 8 năm 1998 | La Silla                           | E. W. Elst                                       |
| 13295 -             | 1998 RE      | 2 tháng 9 năm 1998  | Dynic                              | A. Sugie                                         |
| 13296 -             | 1998 RV      | 11 tháng 9 năm 1998 | Woomera                            | F. B. Zoltowski                                  |
| 13297 -             | 1998 RX      | 12 tháng 9 năm 1998 | Oizumi                             | T. Kobayashi                                     |
| 13298 Namatjira     | 1998 RD5     | 15 tháng 9 năm 1998 | Reedy Creek                        | J. Broughton                                     |
| 13299 -             | 1998 RU15    | 4 tháng 9 năm 1998  | Xinglong                           | Chương trình tiểu hành tinh Bắc Kinh Schmidt CCD |
| 13300 -             | 1998 RF16    | 14 tháng 9 năm 1998 | Xinglong                           | Beijing Schmidt CCD Asteroid Program             |